# Гроттоле
Гроттоле (итал. Grottole) — коммуна в Италии, расположена в регионе Базиликата, подчиняется административному центру Матера.
Население составляет 2607 человек, плотность населения составляет 23 чел./км². Занимает площадь 115 км². Почтовый индекс — 75010. Телефонный код — 0835.